# Voto
Voto – gmina w Hiszpanii, w prowincji Kantabria, w Kantabrii, o powierzchni 77,71 km². W 2011 roku gmina liczyła 2798 mieszkańców.